# La barbarie
La barbarie es una película dramática argentina-francesa de 2023 dirigida por Andrew Sala. Narra la historia de un padre y su hijo que buscan averiguar la verdad sobre las misteriosas muertes de las vacas de su estancia. Está protagonizada por Ignacio Quesada, Marcelo Subiotto, Tamara Rocca y Lautaro Souto. La película se estrenó mundialmente el 17 de marzo de 2023 durante el Festival de Málaga, mientras que su lanzamiento limitado en las salas de cines de Argentina fue el 11 de mayo de 2023.

## Sinopsis
Nacho es un adolescente de 18 años que se escapa de la violencia de su casa en Buenos Aires y decide buscar refugio en la estancia de su padre, a quien no ve hace muchos años. Durante su estadía, su padre se encuentra preocupado por la misteriosa muerte de las vacas que no presentan signos de enfermedad o violencia. Sin embargo, Nacho intentará hallar al culpable sin esperarse comprender la gravedad que puede traer la verdad al asunto.

## Elenco
- Ignacio Quesada como Nacho Risalde
- Marcelo Subiotto como Marcos Risalde
- Tamara Rocca como Rocío
- Lautaro Souto como Luisito
- Jorge Prado

## Recepción

### Comentarios de la crítica
En el sitio web Todas las críticas, la cinta posee una aprobación del 74% basado en 8 reseñas. Horacio Bernades de Página 12 calificó a la película con 8, mencionando que «Sala maneja con precisión tiempos y tensiones, mutismos y estallidos de violencia, dejando que crezcan sin forzarlo y logrando una veracidad infrecuente, gracias al enfrentamiento de actores profesionales y amateurs, ambos igualmente inmejorables». Juan Pablo Russo de Escribiendo cine elogió el trabajo de dirección de Sala, asegurando que «se destaca por su habilidad para crear una atmósfera de tensión constante que se potencia por las actuaciones de Ignacio Quesada y Marcelo Subiotto».
En un reseña para A sala llena, Matías Orta escribió que «La barbarie nunca abandona su tono cuidado, carente de estridencias, donde lo que no se dice pesa más que eso que parece estar sucediendo a la vista de todos». Matías Frega de Cine argentino hoy destacó que el filme tiene varios puntos a su favor, entre ellos «un elenco más que interesante [...] que en todos los casos entregan actuaciones muy destacadas» y «la fotografía de Manuel Rabella y la edición de Andrés Tambornino dos de los puntos más altos».

### Premios y nominaciones
| Lista de premios y nominaciones | Lista de premios y nominaciones                | Lista de premios y nominaciones | Lista de premios y nominaciones | Lista de premios y nominaciones | Lista de premios y nominaciones |
| Año                             | Organización                                   | Categoría                       | Nominado/a(s)                   | Resultado                       | Ref(s)                          |
| ------------------------------- | ---------------------------------------------- | ------------------------------- | ------------------------------- | ------------------------------- | ------------------------------- |
| 2023                            | Festival de Cine latinoamericano de Toulouse   | Mención especial                | La barbarie                     | Ganador                         | [ 10 ]                          |
| 2023                            | Festival Internacional de Cine de Transilvania | Mejor actor                     | Ignacio Quesada                 | Ganador                         | [ 11 ]                          |
| 2023                            | Festival de Cine de Lima                       | Mejor película                  | La barbarie                     | Nominado                        | [ 12 ]                          |
| 2023                            | Festival de Cine de Lima                       | Mejor actor                     | Marcelo Subiotto                | Ganador                         | [ 12 ]                          |